# Amauri Soares
Amauri Soares (Bauru, 18 de junho de 1966) é um jornalista brasileiro. Ele atuou como diretor da área de programação da Globo e em 2020 tornou-se diretor geral da TV Globo após a fusão das empresas do grupo.

## Biografia
Amauri Soares formou-se em Jornalismo pela Universidade Estadual Paulista (Unesp) em 1987 e iniciou sua carreira nesse mesmo ano como estagiário na TV TEM, em Bauru. Ele atuou como repórter, editor, apresentador e editor-chefe de muitos programas da emissora. Permaneceu em Bauru até 1989, quando assumiu o cargo de editor executivo do Bom Dia São Paulo. O jornalista deixou a Globo em abril de 1991 e mudou-se para o SBT, onde permaneceu por seis meses.
Em 2001 tornou-se diretor de jornalismo em São Paulo, e depois diretor executivo da Central Globo de Jornalismo. No ano seguinte, assumiu a direção da TV Globo Internacional, com sede em Nova York. Em 2007, retornou ao Brasil como Diretor de Programas e Eventos Especiais e Coordenador da Globo Rio. Em 2013, tornou-se diretor da Central Globo de Programação. Em 2020, após a reestruturação das empresas do Grupo Globo, tornou-se diretor do Canal TV Globo.

## Vida pessoal
Amauri Soares foi casado por 16 anos com a também jornalista Patrícia Poeta. O casal anunciou a separação em 2017. Eles tem um filho, Felipe Poeta.